# Nạn buôn bán tê tê

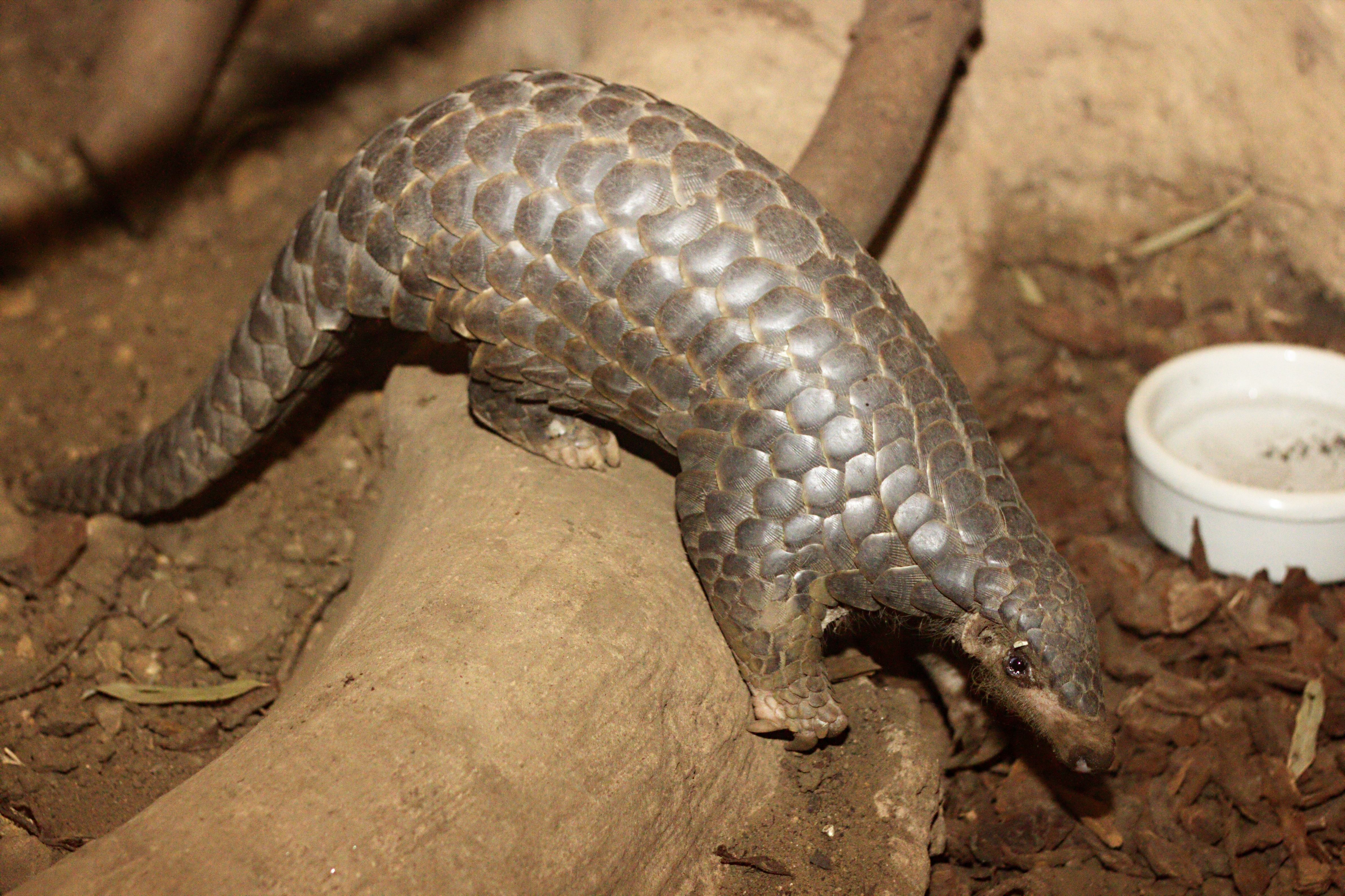
Một con tê tê (Manis pentadactyla) tại Vườn thú Leipzig

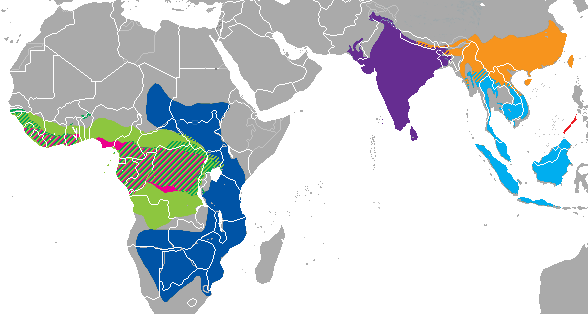
Phân bố các loài tê tê:
Manis crassicaudata - tím
Manis pentadactyla - cam
Manis javanica - cyan
Manis culionensis - đỏ
Phataginus tricuspis - xanh lá cây vàng
Phataginus tetradactyla - magenta
Smutsia gigantea - green
Smutsia temmenicki - xanh dương

Nạn buôn bán tê tê là việc săn trộm, buôn bán trái phép tê tê, các bộ phận của tê tê, hoặc các sản phẩm có nguồn gốc tê tê. Tê tê được cho là loài động vật có vú bị buôn bán nhiều nhất thế giới, chiếm tới 20% tổng số buôn bán động vật hoang dã bất hợp pháp. Theo IUCN, hơn một triệu con tê tê bị săn trộm trong thập kỷ trước năm 2014. Tê tê bị buôn bán chủ yếu là vảy của chúng, được cho là để điều trị một loạt các bệnh tật trong y học cổ truyền Trung Quốc. Thịt của tê tê được coi là một món ăn sang trọng ở Việt Nam và Trung Quốc.
Công ước về buôn bán quốc tế các loài động vật có nguy cơ tuyệt chủng (CITES), điều chỉnh hoạt động buôn bán động vật hoang dã quốc tế, đã đưa ra những hạn chế đối với thị trường tê tê từ năm 1975, và năm 2016, nó bổ sung tất cả tám loài tê tê vào phụ lục I của nó, Động vật bị đe dọa tuyệt chủng. Chúng cũng được liệt kê trong sách đỏ IUCN, tất cả đều có số lượng giảm và các tên gọi khác nhau, từ loài dễ tổn thương tới loài nguy cấp.

## Lịch sử vấn nạn
Các loài tê tê ở cả châu Phi lẫn châu Á đều bị con người săn bắn lấy thịt. Tại Trung Quốc thịt tê tê được coi là cao lương bổ ích trong Đông y, giúp điều hòa lưu huyết và tăng lượng sữa cho sản phụ nên bán rất được giá. Chúng cũng được dùng như một chất khử trùng và có thể được sử dụng cho bệnh sốt và bệnh ngoài da, hoặc dùng bên ngoài chà lên da bị trầy xước của bệnh nhân, hoặc nghiền nát và tiêu hóa. Các phần của cơ thể chúng, đặc biệt là các loài Đông Nam Á bị nhập khẩu một mức độ lớn trong thị trường ngầm đến Singapore, Trung Quốc, Hàn Quốc và Việt Nam. Mối đe dọa này cùng với nạn phá rừng, phá hoại môi trường sống của chúng, đã làm giảm số tê tê, nhất là loài Manis gigantea. Hiện nay, tất cả các loài tê tê đều được liệt kê trong danh sách cấm theo Công ước CITES. Từ năm 2000 là "không hạn định số lượng" (cấm tuyệt đối), có nghĩa là cấm bất kỳ thương mại quốc tế về tê tê hoặc các bộ phận cơ thể của chúng. Tháng 11 năm 2010, tê tê đã được thêm vào danh sách các động vật có vú khác biệt về mặt di truyền và có nguy cơ tuyệt chủng của Hiệp hội Động vật học London (Zoological Society of London's). IUCN cũng đã liệt kê một số loài tê tê, như tê tê Java (Manis javanica), tê tê vàng (Manis pentadactyla) vào danh sách nguy cấp.

## Quy định của pháp luật
Tê tê được bảo vệ bởi một lệnh cấm quốc tế về thương mại (được quy định là động vật hoang dã quý hiếm, có nguy cơ tiệt chủng, bị hạn chế khai thác và sử dụng vì mục đích thương mại), số lượng tê tê đã bị buôn bán bất hợp pháp do niềm tin ở châu Á có quy mô phổ biến là thịt tê tê có thể kích thích tiết sữa hay chữa bệnh ung thư hoặc bệnh hen suyễn, chống dị ứng, thậm chí còn đuổi được cả tà ma. Trong thập kỷ qua đã có nhiều vụ buôn bán bất hợp pháp tê tê, vảy và thịt tê tê ở châu Á. Trong một sự cố như vậy vào năm 2013, 10.000 kg thịt tê tê đã bị bắt giữ từ một tàu Trung Quốc bị mắc cạn ở Philippines, hay là cuối tháng 4 năm 2013, Hải quan Pháp đã chặn 50 kg vảy tê tê đang trên đường chuyển về Việt Nam. Một thị trường chợ đen vẫn tồn tại và liên tục buôn lậu với số lượng lớn được phát hiện, như vụ phát hiện khoảng 23 tấn trong tháng Hai và tháng 3 năm 2008 tại Việt Nam.

## Chợ đen
Mặc dù có những hạn chế đối với việc buôn bán tại chỗ kể từ năm 1975, nhưng việc thi hành không đồng đều. Hầu hết các nỗ lực đã tập trung vào việc hạn chế cung về mặt thương mại, nhưng nhu cầu vẫn còn cao và thị trường chợ đen đang phát triển. Ước tính số lượng tê tê bị săn trộm mỗi năm khoảng 100.000 cá thể. Hầu hết chúng được gửi đến Trung Quốc và Việt Nam, nơi mà thịt của chúng được đánh giá cao và được sử dụng cho các mục đích y tế. 
Các quốc gia Châu Phi và Châu Á thường báo cáo về những vụ tịch thu tê tê và các bộ phận tê tê đáng chú ý. Khi một thuyền của Trung Quốc chạy vào một rặng san hô ở Philippines vào năm 2013, các quan chức phát hiện nó mang 10 tấn tê tê đông lạnh.

### Vảy

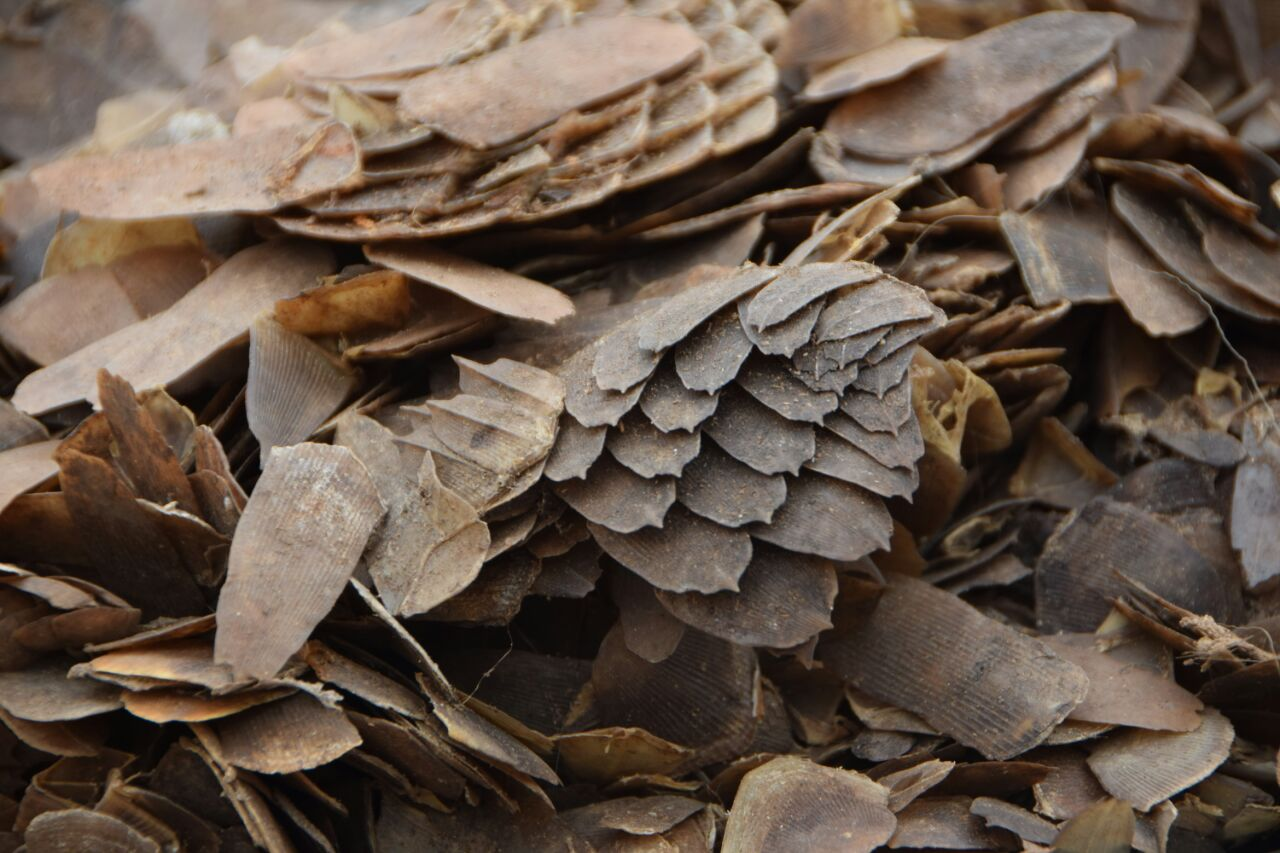
Số lượng vảy tê tê bị tịch thu sẽ bị phá hủy ở Cameroon vào năm 2017

Tê tê có một lớp vảy bảo vệ dày được tạo ra từ keratin, cùng một vật liệu tạo nên móng tay của con người và sừng tê giác. Tỷ lệ chiếm khoảng 20% trọng lượng động vật. Khi bị đe dọa, tê tê quấn vào quả bóng, sử dụng cân như lớp giáp để bảo vệ chống lại loài săn mồi.
Trong y học cổ truyền Trung Quốc, vảy được sử dụng cho nhiều mục đích khác nhau. Chúng được làm khô và rang, sau đó được bán dựa trên các tuyên bố rằng chúng có thể kích thích sự cho sữa, giúp ráo nước và giảm các bệnh ngoài da hoặc bại liệt. Đến năm 2015, vảy tê tê được bảo đảm theo một số kế hoạch bảo hiểm y tế ở Việt Nam. 
Vảy tê tê có thể có giá hơn 3.000 USD / kg trên thị trường chợ đen.

### Thịt
Thịt tê tê được đánh giá là món ăn tinh tế ở các vùng của Trung Quốc và Việt Nam. Ở Trung Quốc, thịt được cho là có giá trị dinh dưỡng đặc biệt tốt cho chức năng thận. Tại Việt Nam, các nhà hàng có thể tính phí tới 150 USD / pound thịt tê tê. Tại một nhà hàng ở Thành phố Hồ Chí Minh, tê tê là món đắt tiền nhất trong thực đơn động vật hoang dã kỳ lạ, yêu cầu đặt cọc và thông báo vài giờ. Nhân viên nhà hàng giết con vật trên bàn, ngay trước mặt thực khách, để chứng thực thịt tươi sống. Theo Dan Challender của nhóm chuyên gia tê tê quốc tế về bảo tồn thiên nhiên, "Thực tế việc buôn bán tê tê bất hợp pháp không làm giảm bớt mà thậm chí còn làm tăng độ hấp dẫn, bởi vì yếu tố này cho thấy bạn sống ngoài vòng luật pháp."

## Bảo tồn

David Attenborough là người đã đóng góp lớn cho công tác bảo vệ tê tê.

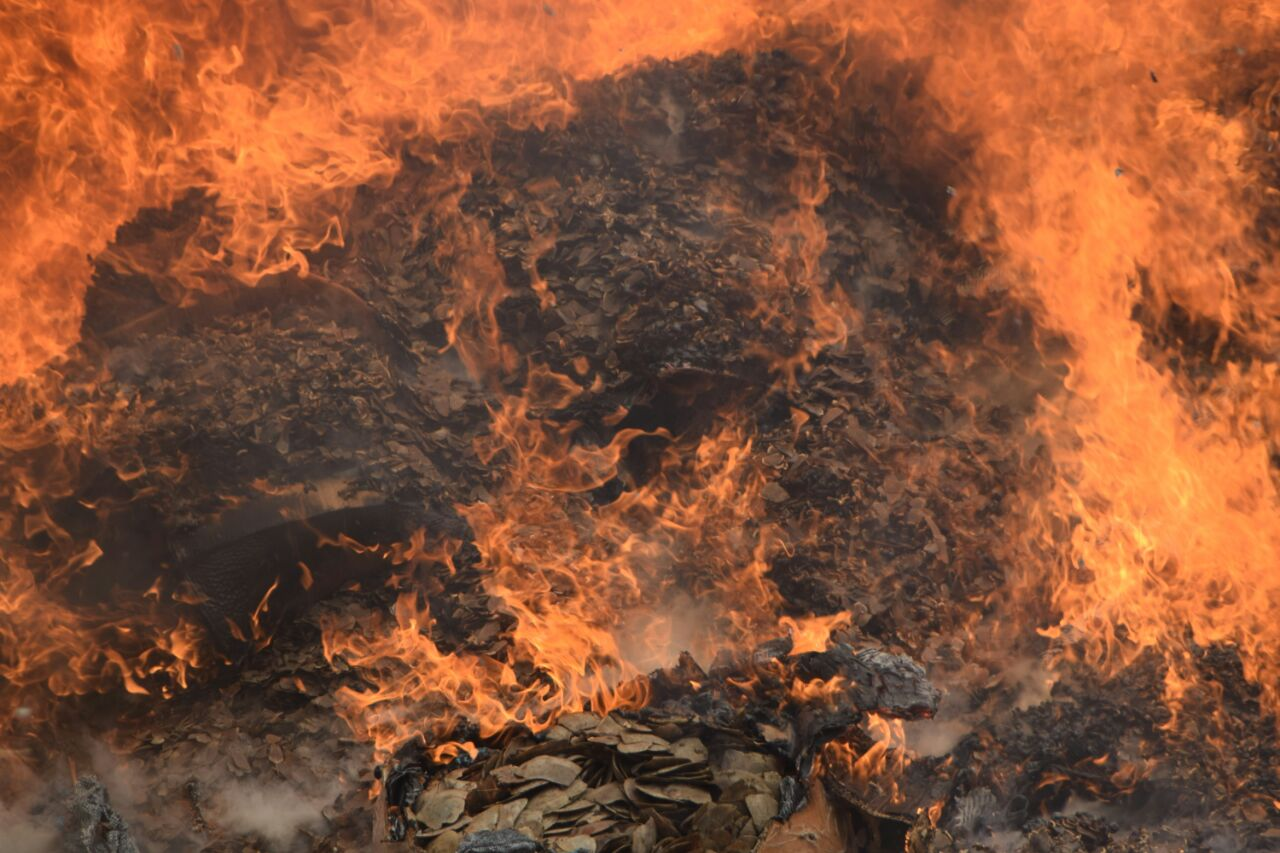
8 tấn vảy tê tê tịch thu được tiêu hủy bằng cách đốt cháy ở Cameroon năm 2017

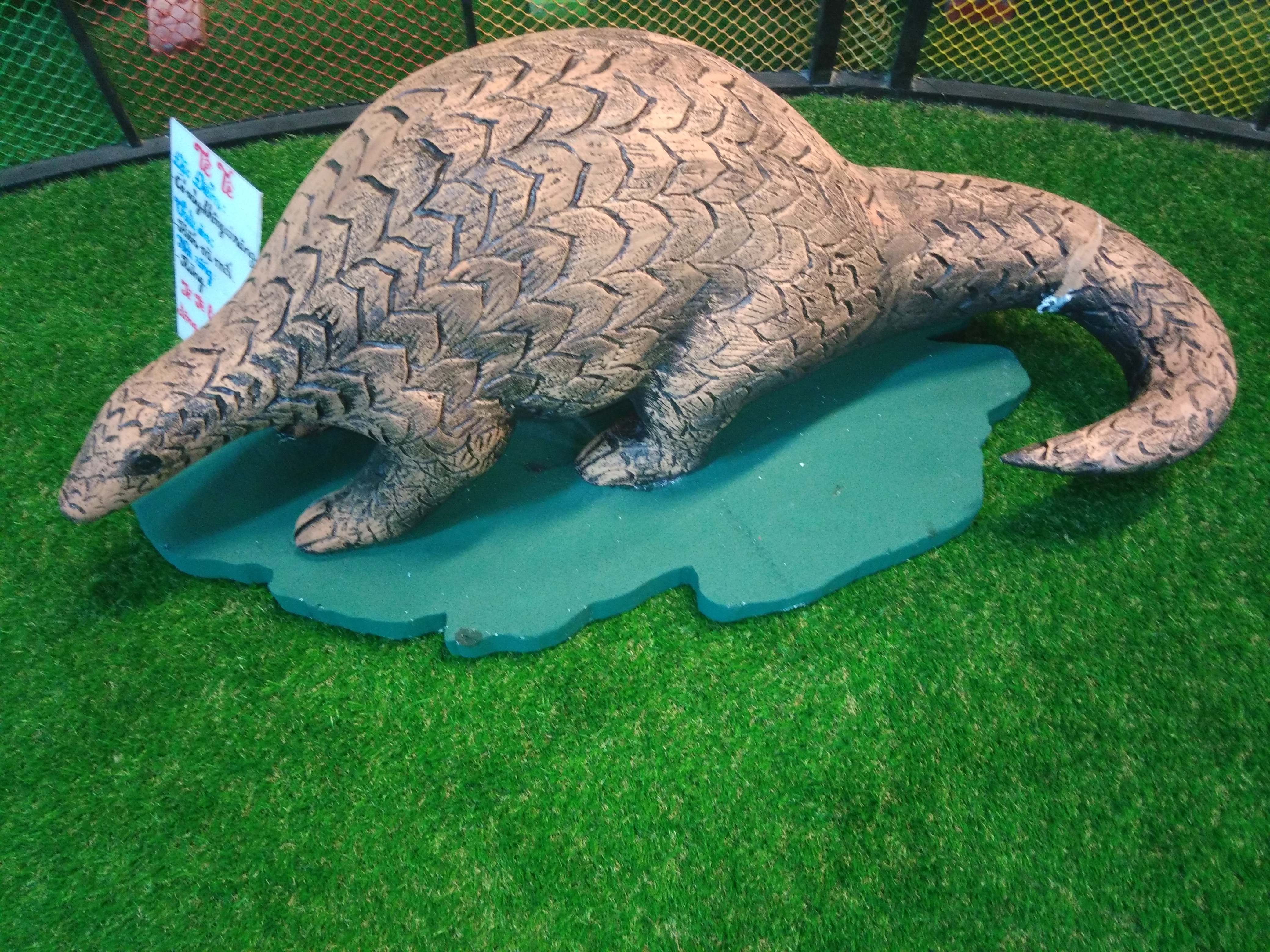
Một mô hình con Tê tê Việt Nam tại nhà trẻ ở Lottemart, Thành phố Hồ Chí Minh. Mô hình này đã lồng ghép vui chơi đồng thời giáo dục cho trẻ em nhận thức việc bảo tồn loài tê tê

Tất cả tám loài tê tê được liệt kê trong Sách đỏ IUCN, với các tên gọi khác nhau, từ Loài bị tổn thương đến Loài Cực kỳ Nguy cấp. Theo IUCN, quần thể của tất cả các loài đang giảm. Một thách thức đối với các nhà bảo tồn là những con tê tê khó khăn có trong tình trạng nuôi nhốt. Động vật không thích nghi tốt với các thực phẩm thay thế hoặc nhân tạo và bị căng thẳng, trầm cảm và suy dinh dưỡng, dẫn đến rút ngắn đáng kể tuổi thọ. 
Nhận thức cộng đồng và hỗ trợ cho các nỗ lực bảo tồn có thể rất quan trọng đối với sự thành công của họ. Theo Annette Olsson, cố vấn kỹ thuật của Tổ chức Bảo tồn Quốc tế, một trong những vấn đề mà tê tê làm thú cưng đang phải đối mặt là, không giống với các động vật có nguy cơ tuyệt chủng khác như voi, tê giác, gấu trúc, hoặc hổ, "nó không nhỏ và không hấp dẫn lắm. Kỳ lạ và chỉ biến mất ". Các biện pháp pháp lý tập trung vào việc hạn chế nạn săn trộm và cung cấp cho thị trường, trong khi sự chú ý của giới truyền thông và nhận thức của công chúng có thể đóng vai trò quyết định đối với thành công của các nỗ lực bảo tồn động vật. Theo CNN John D. Sutter, "tê tê cần người nổi tiếng thế giới để sống sót, và cuộc bỏ phiếu CITES là một bước quan trọng để đạt được danh tiếng đó."
Vào ngày 17 tháng 2 năm 2017, một ngày trước Ngày Tê tê Thế giới, các quan chức Cameroon đã đốt cháy 3 tấn tê tê vằn bị tịch thu, đại diện cho 10.000 cá thể. Chính phủ Cameroon đã tịch thu hơn 8 tấn tê tê từ năm 2013. Điều này cũng tương tự như chiến thuật ngày càng phổ biến của chính phủ để tiêu diệt ngà voi bị tịch thu để ngăn chặn việc săn trộm và gây ra sự phẫn nộ hoặc hành động công khai.
Các tổ chức phi chính phủ đã hình thành để cứu tê tê, với mức độ thành công khác nhau ở những nơi khác nhau trên thế giới. Ủy ban Các loài vật sống sót của IUCN đã thành lập một nhóm Chuyên gia Tê tê vào năm 2012, bao gồm 100 chuyên gia đến từ 25 quốc gia, do Hiệp hội động vật học London tổ chức. Ở Việt Nam, một trong những quốc gia mà buôn bán tê tê đang hoạt động tích cực nhất, các nhà hoạt động chỉ được tiếp cận với hai trung tâm chăm sóc tê tê, và cùng nhau chỉ có thể giữ được 50 động vật. 
Trong một tập của chương trình BBC Natural World, David Attenborough nhấn mạnh tê tê Sunda là một trong 10 loài mà ông muốn tránh khỏi tuyệt chủng, nhớ lại việc cứu "một trong những con vật đáng yêu nhất mà tôi từng gặp" khỏi bị ăn trong khi làm việc Một bộ phim vào đầu sự nghiệp của ông.